# Kokan Oyadomari
Kokan Oyadomari (1827–1905) was een Okinawaanse karatemeester, die de Tomari-te stijl van karate beoefende en onderwees.

## Leven
Oyadomari woonde in Tomari, een dorp op het eiland Okinawa. Hij diende als officier bij het koninklijk paleis van de Okinawaanse koning en hij behoorde tot de Peichin, een adellijke klasse in Okinawa.
Oyadomari was een leerling van twee lokale meesters: Kishin Teruya (1804–1864) en Karyu Uku (1800–1850). Van Teruya leerde Oyadomari de kata's Passai, Rohai en Wanshu. Van Uku leerde Oyadomari de kata Naihanchi.
Later werd Oyadomari ook een leerling van Ason en van Annan. Zijn meester Annan was een Chinese zeevaarder en waarschijnlijk een piraat, die schipbreuk had geleden bij de kust van Okinawa en daarna ging wonen bij een begraafplaats in het heuvelachtig grottengebied nabij het dorp Tomari. Oyadomari leerde van Annan de kata Chinto. Volgens de legende leerde Annan deze kata ook aan karatemeester Sokon Matsumura.
Oyadomari was goed bevriend met zijn tijdgenoot Kosaku Matsumora, die net als hem een leerling was geweest van de meesters Karyu Uku, Kishin Teruya en Annan. Toenertijd behoorde Oyadomari samen met Kosaku Matsumora en Giei Yamada (ook bekend als Gikei Yamazato) tot de drie belangrijkste karateleraren van de Tomari-te stijl.
Oyadamori onderwees karate aan zijn zoon Kodai Oyadomari, die het later op zijn beurt onderwees aan zijn eigen zoons Kotsu and Konin. Andere leerlingen van Oyadamori waren onder meer Chotoku Kyan en Kohatsu Kyoda. Zijn leerling Chotoku Kyan was de leraar van Shoshin Nagamine, die de grondlegger is van de Matsubayashi-ryu stijl van karate. In deze stijl wordt nog steeds een versie van de kata Passai beoefend, genaamd Oyadomari no Passai, die oorspronkelijk door Oyadomari ontwikkeld werd.